# Alphonsea ventricosa
Alphonsea ventricosa là loài thực vật có hoa thuộc họ Na. Loài này được (Roxb.) Hook.f. & Thomson mô tả khoa học đầu tiên năm 1855.